# Zesius chrysomallus
Zesius chrysomallus är en fjärilsart som beskrevs av Jacob Hübner 1819/21. Zesius chrysomallus ingår i släktet Zesius och familjen juvelvingar. Inga underarter finns listade i Catalogue of Life.

## Bildgalleri

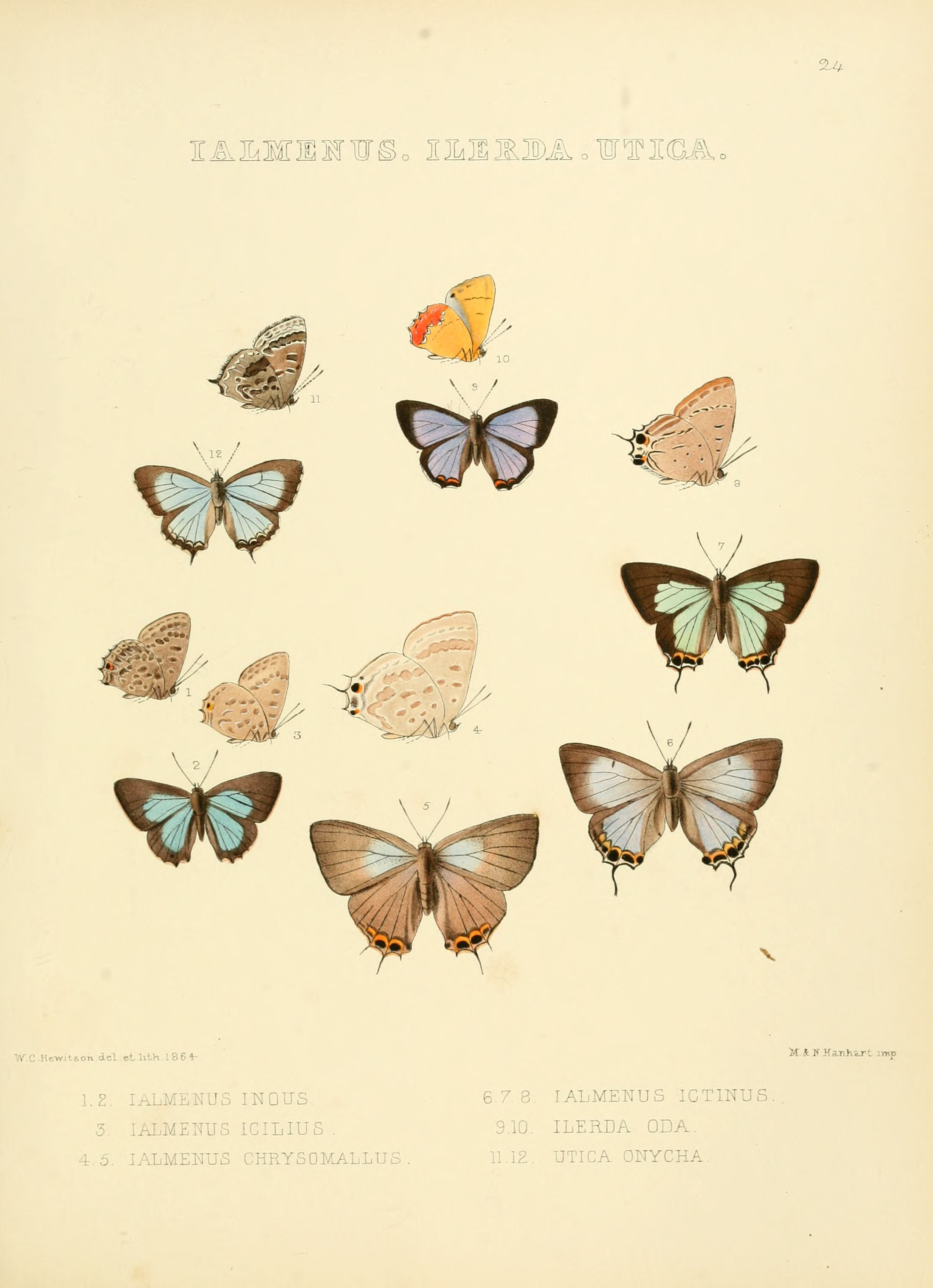
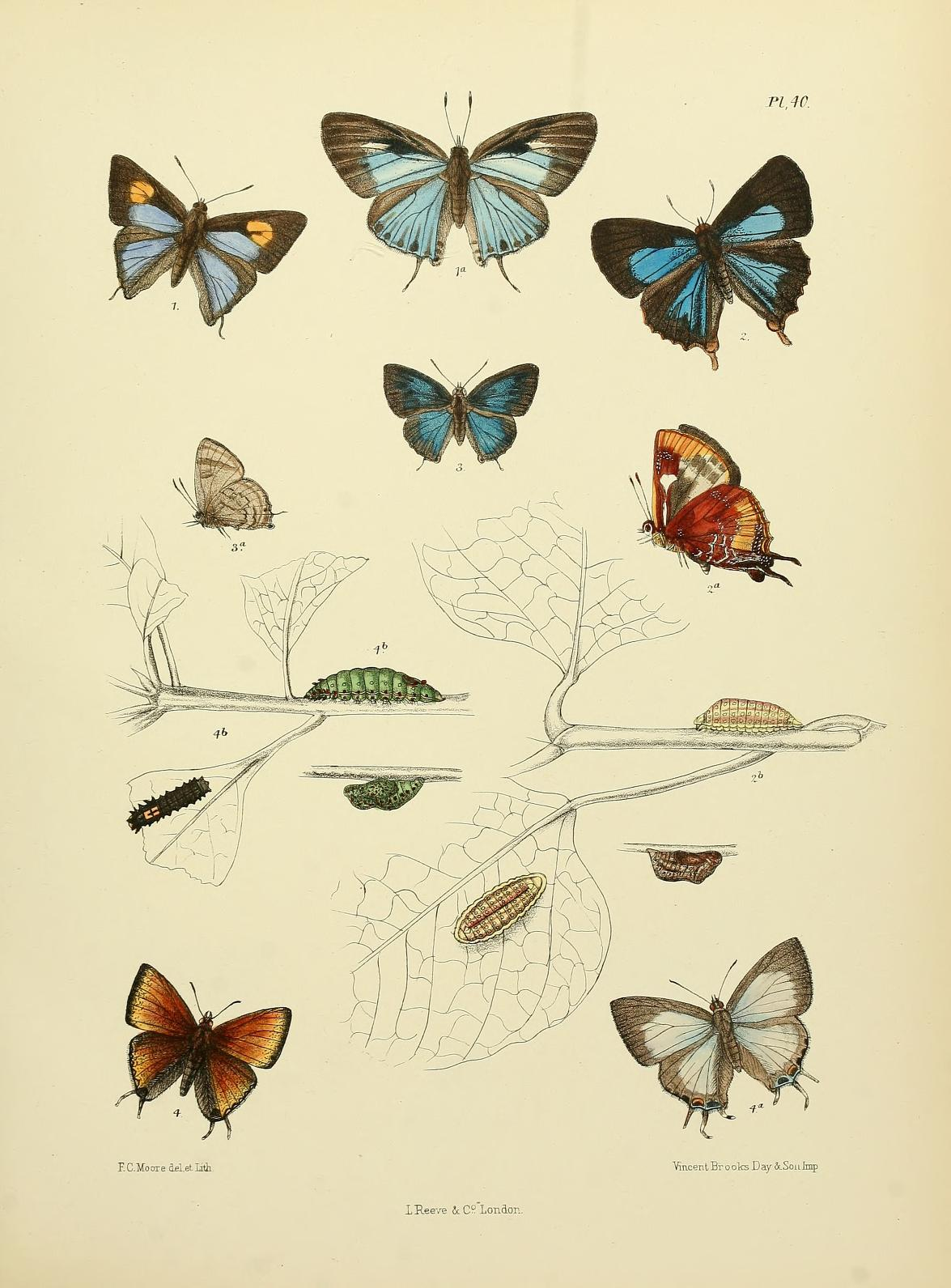